# Бигуаа, Вячеслав Акакиевич
Вячеслав Акакиевич Бигуаа (абх. Бигәаа Виачеслав Акакь-иԥа; род. 21 января 1957, село Бзыбь, Гагрский район, Абхазская АССР) — доктор филологических наук, сотрудник отдела литератур народов Российской Федерации и СНГ Института мировой литературы имени А. М. Горького РАН. Заслуженный работник культуры Республики Абхазия (2024), член-корреспондент Академии наук Абхазии.

## Биография
Родился 21 января 1957 года в селе Бзыбь Гагрского района Абхазской АССР (ныне Республика Абхазия). В 1980 году окончил Абхазский Государственный университет имени А. М. Горького.
В 1980—1981 гг. работал корреспондентом, переводчиком (с русского на абхазский) газеты «Апсны капш» (Красная Абхазия).
В 1982—1984 гг. — технический редактор, затем заведующий отделом литературной критики и публицистики журнала «Алашара».
В 1987 году окончил аспирантуру Института мировой литературы имени А. М. Горького АН СССР (ИМЛИ).
В 1988 году защитил кандидатскую диссертацию «Жанровые особенности абхазской повести. 30—80-е гг.».
С 1990 года — сотрудник ИМЛИ. В 2003 г. защитил докторскую диссертацию на тему «Абхазский исторический роман. История Типология. Поэтика».

## Научная деятельность
В. Бигуаа — автор трёх книг и многих литературоведческих, исторических и этнографических статей; один из авторов и ответственный секретарь энциклопедии «Шамиль»; один из ответственных редакторов «Антологии абхазской поэзии. XX век» (на абхазском языке, в 2-х томах, М., 2001).
Занимается исследованием абхазской литературы, истории и культуры абхазо-адыгских народов, источниковедческих проблем в области кавказоведения.

## Основные труды

##### Книги
- В конце столетия… (История Абхазии. Национальная литература и культура. Судьба Апсуара. Христианство, ислам, язычество. — М., 1996. (абх.)
- Абхазская литература в историко-культурном контексте. Исследования и размышления. — М.: Интеллект, 1999.
- Абхазский исторический роман. История. Типология. Поэтика. — М.: ИМЛИ РАН, 2003.

##### Статьи
- Особенности поэтики произведений А. Гогуа (Алашара, 1988, № 1 (на абх. яз.)
- Иностранные легионеры. Поляки. (Шамиль, М., 1997)
- Символ в прозе Алексея Гогуа (Нация. Личность. Литература, вып. 1, М., 1996)
- Литература абхазской диаспоры в Турции. Творчество Омара Бейгуаа // Литературное зарубежье: Проблема национальной идентичности. Вып. I. — М.: Наследие, 2000.
- О судьбе языков малочисленных народов // Кавказоведение — Caucasology. № 4. — М.: Институт языкознания РАН, 2003.
- Историко-культурные корни абхазской литературы // История национальных литератур. Перечитывая и переосмысливая. Вып. IV. — М.: ИМЛИ РАН, 2005.
- Вадим Кожинов и Абхазия // Наследие В. В. Кожинова и актуальные проблемы критики, литературоведения, истории, философии в изменяющейся России. Материалы 4-й Международной научно-практической конференции: В 2-х частях. Ч. I. Армавир: Редакционно-издательский центр Армавирского государственного университета, 2005.
- Абазинская литература // Литературы народов России: XX век: словарь. — М.: Наука, 2005.
- Историческая реальность и художественный вымысел в романе Б. Шинкуба «Последний из ушедших» // Слово и мудрость Востока. Литература. Фольклор. Культура. — М.: Наука, 2006.